# Oh Kyo-moon
Oh Kyo-moon (in hangŭl: 오교문; 2 marzo 1972) è un arciere sudcoreano.

## Palmarès

### Olimpiadi
- 3 medaglie:
  - 1 oro (Sydney 2000 a squadre)
  - 1 argento (Atlanta 1996 a squadre)
  - 1 bronzo (Atlanta 1996 nell'individuale)

### Mondiali
- 2 medaglie:
  - 1 oro (Giacarta 1995 a squadre)
  - 1 bronzo (Giacarta 1995 nell'individuale)

### Giochi asiatici
- 2 medaglie:
  - 2 ori (Hiroshima 1994 a squadre; Bangkok 1998 a squadre)